# ゼアチンレダクターゼ
ゼアチンレダクターゼ（zeatin reductase）は、ゼアチン生合成酵素の一つで、次の化学反応を触媒する酸化還元酵素である。
ジヒドロゼアチン + NADP+ {\displaystyle \rightleftharpoons } ゼアチン + NADPH + H+
反応式の通り、この酵素の基質はジヒドロゼアチンとNADP+、生成物はゼアチンとNADPHとH+である。
組織名はdihydrozeatin:NADP+ oxidoreductaseである。